# Cornelia et Caecilia de Cn. Pompeio
La lex Cornelia et Caecilia de Cn. Pompeio va ser una llei de l'antiga Roma proposada l'any 57 aC que donava a Gneu Pompeu la supervisió de les distribucions de gra als pobres, per un període de cinc anys, amb poders extraordinaris, segons diuen Ciceró, Titus Livi i Dió Cassi.